# Ioan Vancea
Ioan Vancea, magyarosan Vancsa János (Érvasad, 1820. május 18. – Balázsfalva, 1892. július 31.) gyulafehérvári és fogarasi görögkatolikus érsek és metropolita.

## Pályafutása
Középiskoláit a nagyváradi főgimnáziumban kitűnő sikerrel elvégezvén, 1841-ben Bécsbe küldetett az úgynevezett Stadt-Convictba, amely később Barbareum név alatt volt ismeretes. Mint e papnevelő intézet növendéke, a teológiát a bécsi egyetemen végezte.
1845. augusztus 10-én pappá szentelték és rövid ideig a nagyváradi görögkatolikus püspöki irodában és mint káplán Makón működött. 1845. december 7-én a bécsi Augustineumba küldték, ahol 1848-ban teológiai doktor lett. Utána püspöki levéltáros és iktató, szentszéki jegyző és tanár a nagyváradi görögkatolikus tanítóképzőben; 1849-ben püspöki titkár, 1855-ben nagyváradi kanonok. Mint püspöki oldalkanonok, irodaigazgató és egyházmegyei tanfelügyelő sikeres tevékenységet fejtett ki.

### Püspöki pályafutása
I. Ferenc József 1865. július 4-én szamosújvári görögkatolikus püspökké nevezte ki. Érdemei elismeréséül IX. Piusz pápa 1867-ben római gróffá, házi főpapjává és pápai trónállóvá nevezte ki. 
1868. november 21-én gyulafehérvári és fogarasi érsek és metropolita, 1869-ben valóságos belső titkos tanácsos lett. 1869. október 20–22 között főegyházmegyei zsinatot tartott, amelyen 50 kánont fogadtak el. 1869-ben és 1870-ben részt vett az I. Vatikáni Zsinaton, ahol nagy tudománya és ritka szónoki tehetsége által tűnt ki. Több egyházmegyei zsinatot és vegyes kongresszust tartott székhelyén, Balázsfalván, melyek egyházának felvirágzását nagy mértékben előmozdították. 1872-ben Balázsfalván tartott zsinatot, ahol megállapították a metropolia szervezeti szabályait. 1873-ban ugyanitt főegyházmegyei kongresszust hívott össze a népiskolák felállításával kapcsolatban. 1875-ben a paróchusok jövedelmét szabályozta. 1882-ben újabb tartományi zsinatot hívott egybe, a teológiai tanárok fizetését rendezte. Balázsfalván monumentális román fiú- és leánynevelő intézetet állíttatott fel, a szegény egyházakat bőkezűen támogatta és több egyházmegyei alapítványt tett vagy gazdagított. Röviddel halála előtt a Lipót-rend nagykeresztjét kapta. Végrendeletileg 120 000 forintnyi alapítványokat létesített a szegény papok, tanárok és tanulók segélyezésére, 230 000 forintot hagyományozott a román nép vallásos, művelődési és nevelési céljaira. Sírja a metropoliták balázsfalvi kriptájában található.